# Strand (Zuid-Afrika)

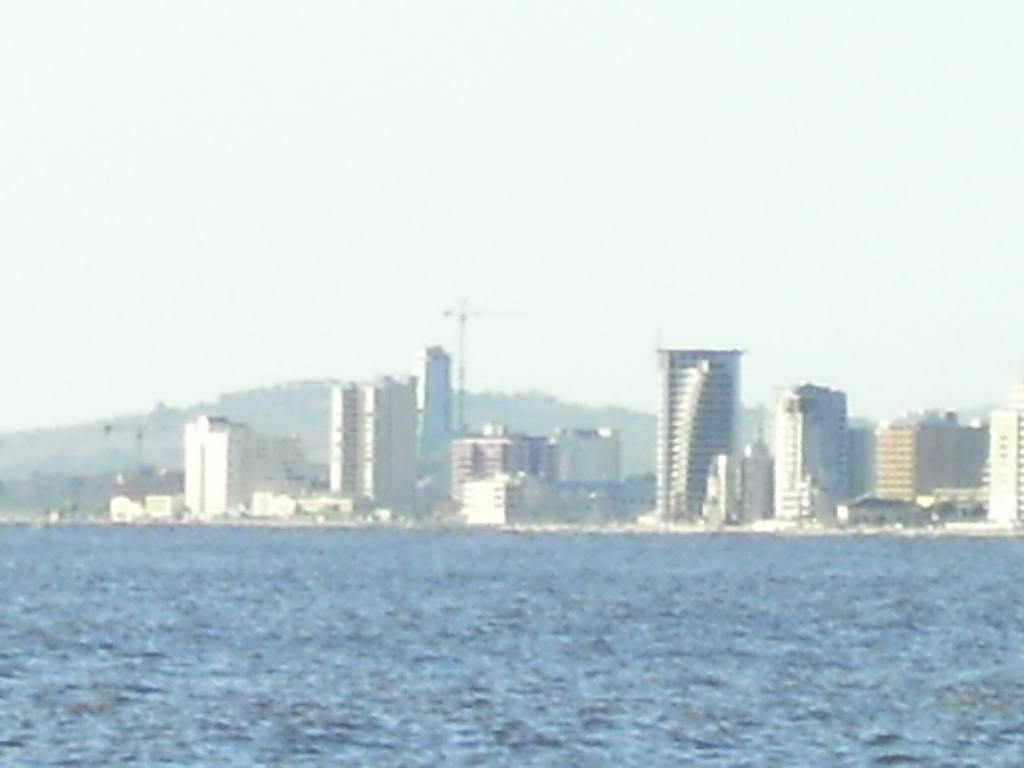
Strand gezien vanaf Gordonsbaai

Strand is een Zuid-Afrikaanse stad, gelegen aan de Valsbaai in de West-Kaap. De stad grenst aan Somerset-West en Gordonsbaai en is zo'n 50 kilometer van Kaapstad gelegen. Strand heeft zo'n 55.000 inwoners en staat bekend vanwege de prachtige stranden.

## Naam
Strand is in 1850 Van Ryneveld's Town genoemd door D.J. van Ryneveld, die daar grond gekocht had. Het dorp heeft jarenlang bekendgestaan als (op volgorde) "Hottentots-Holland Strand", "Somerset-Strand" en "Die Strand". Laatstgenoemde was de naam van de stad van 1918 tot 1937, waarna de naam in "Strand" is veranderd. Stadsrechten zijn in 1896 aan de stad verleend, toen het (toen nog) dorp niet meer gezien werd als een voorstad van Somerset-West.

## Subplaatsen
Het nationaal instituut voor de statistiek, Stats SA, deelt sinds de census 2011 deze hoofdplaats in in 25 zogenaamde subplaatsen (sub place), waarvan de grootste zijn:
Broadlands • Gustrow • Rusthof • Sercor Park • Strand SP.